# The Princess (golf)
The Princess is een golftoernooi in Zweden dat deel uitmaakt van de Europese Challenge Tour.
Het toernooi werd in 2009 opgericht door Henrik Stenson. Hij vernoemde het toernooi naar zijn dochter Lisa. Door dit toernooi te starten bereikte hij dat er in ieder geval een Challenge Tour toernooi in Zweden zou blijven bestaan waar jongere Zweedse spelers ervaring zouden kunnen opdoen.

## Winnaars
| Jaar | Baan                   | Winnaar            | Score | Score | 1ste prijs | Prijzengeld |
| ---- | ---------------------- | ------------------ | ----- | ----- | ---------- | ----------- |
| 2009 | Båstad Golfklubb       | Andrew Butterfield | 271   | -13   | € 48.000   | € 305.750   |
| 2010 | Båstad Golfklubb       | Thorbjørn Olesen   | 270   | -14   | € 24.000   | € 150.000   |
| 2011 | PGA of Sweden National | Ricardo Santos     | 272   | -16   | € 32.000   | € 203.300   |

Andrew Butterfield verbrak in 2009 het baanrecord met een score van 62 (-10) tijdens de eerste ronde.